# La Rixouse
La Rixouse ist eine Gemeinde im französischen Département Jura in der Region Bourgogne-Franche-Comté.

## Geographie
La Rixouse liegt auf 732 m, etwa neun Kilometer nördlich der Stadt Saint-Claude (Luftlinie). Das Dorf erstreckt sich im Jura, an aussichtsreicher Lage auf einer Geländeterrasse am Sonnenhang rund 260 m über dem tief eingeschnittenen Flusslauf der Bienne, am Südhang des Bois de Ban.
Die Fläche des 12,59 km² großen Gemeindegebiets umfasst einen Abschnitt des französischen Juras. Die südliche Grenze verläuft entlang der Bienne, die hier in einem Erosionstal parallel zu den Juraketten nach Südwesten fließt. Vom Flusslauf erstreckt sich das Gemeindeareal nordwärts über einen bewaldeten und teilweise von Felsbändern durchzogenen Hang auf die Terrasse von La Rixouse. Daran schließt im Norden der Höhenzug des Bois de Ban und des Bois de la Joux (962 m) an.
Die Landschaft im nördlichen Gemeindeteil weist nur geringe Reliefunterschiede auf und ist geprägt durch parallel verlaufende Geländerippen und Senken, die gemäß der Streichrichtung des Faltenjuras in diesem Gebiet in Richtung Südwest-Nordost orientiert sind. In strukturgeologischer Hinsicht stellen sie eine Reihe von Antiklinalen und Synklinalen dar, die überwiegend aus Gesteinsschichten der oberen Jurazeit bestehen. Nördlich des Bois du Ban folgen die moorige Senke von Les Prés, eine langgezogene Kuppe und die Senke des Baches Loutre, der hier in einem Moorgebiet versickert. Die nordwestliche Abgrenzung bildet der Kamm des Bois de la Joux Devant, auf dem mit 996 m die höchste Erhebung von La Rixouse erreicht wird. Das Gemeindegebiet ist Teil des Regionalen Naturparks Haut-Jura (frz.: Parc naturel régional du Haut-Jura).
Zu La Rixouse gehören der Weiler Les Prés de la Rixouse (880 m) auf der Hochfläche nördlich des Bois de Ban sowie verschiedene Einzelhöfe. Nachbargemeinden von La Rixouse sind Nanchez mit Chaux-des-Prés im Norden, Villard-sur-Bienne und Longchaumois im Osten, Saint-Claude im Süden sowie Leschères im Westen.

## Geschichte
Vermutlich wurde La Rixouse bereits im 5. Jahrhundert von den Mönchen des Klosters Saint-Lupicin gegründet. Die Ortschaft entwickelte sich im Lauf des Mittelalters zum Zentrum einer großen Pfarrei. Sie gehörte zum Herrschaftsbereich der Abtei Saint-Claude. Zusammen mit der Franche-Comté gelangte La Rixouse mit dem Frieden von Nimwegen 1678 an Frankreich.

## Sehenswürdigkeiten

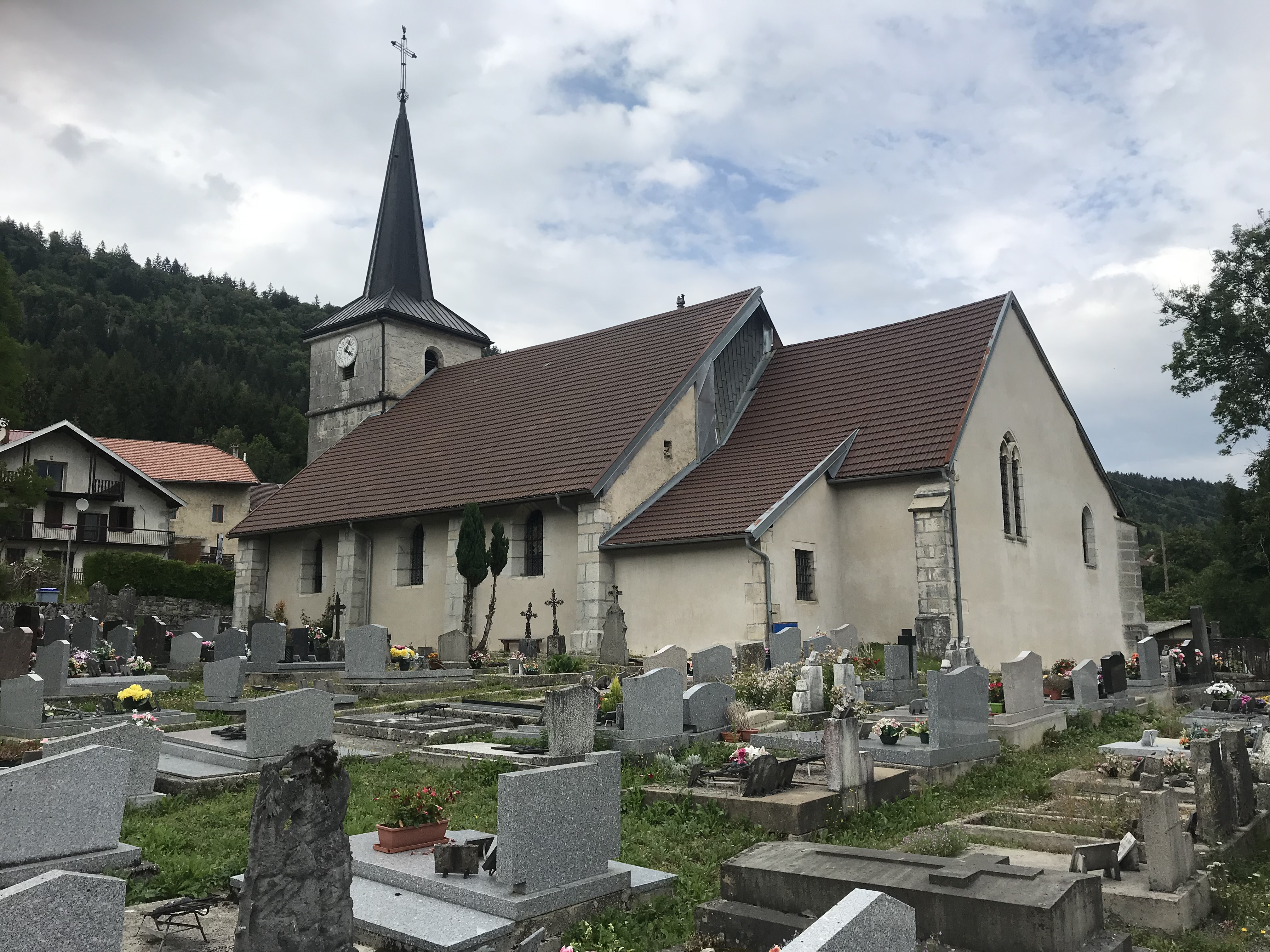
Kirche Saint-Cyr-et-Sainte-Julitte

Die heutige Dorfkirche Saint-Cyr-et-Sainte-Julitte wurde im 17. Jahrhundert errichtet, wobei der im 16. Jahrhundert erstellte spätgotische Glockenturm des Vorgängerbaus mit einbezogen wurde.

## Bevölkerung
| Jahr                       | 1962 | 1968 | 1975 | 1982 | 1990 | 1999 | 2007 | 2017 |
| Einwohner                  | 156  | 129  | 107  | 142  | 173  | 215  | 207  | 193  |
| Quellen: Cassini und INSEE |      |      |      |      |      |      |      |      |

Mit 187 Einwohnern (Stand 1. Januar 2022) gehört La Rixouse zu den kleinen Gemeinden des Départements Jura. Nachdem die Einwohnerzahl in der ersten Hälfte des 20. Jahrhunderts markant abgenommen hatte (1891 wurden noch 409 Personen gezählt), wurde seit Beginn der 1970er-Jahre wieder eine deutliche Bevölkerungszunahme verzeichnet.

## Wirtschaft und Infrastruktur
La Rixouse war bis weit ins 20. Jahrhundert hinein ein vorwiegend durch die Landwirtschaft, insbesondere Viehzucht und Milchwirtschaft, sowie durch die Forstwirtschaft geprägtes Dorf. Daneben gibt es heute einige Betriebe des lokalen Kleingewerbes. Einige Erwerbstätige sind auch Wegpendler, die in den größeren Ortschaften der Umgebung ihrer Arbeit nachgehen.
Die Ortschaft liegt abseits der größeren Durchgangsstraßen an der Departementsstraße D437, die von Saint-Claude nach Saint-Laurent-en-Grandvaux führt. Eine weitere Straßenverbindung besteht mit Morbier.